# Morena (cantante)
Margaret Camilleri (Sannat, 22 de mayo de 1984), más conocida como Morena, es una cantante y modelo maltesa. Su nombre artístico se debe a su aspecto físico, y también es conocida como «El Volcán Mediterráneo».

## Morena en Eurovisión
En el 2006 Morena participó en el Malta Song for Europe (selección de la canción candidata a representar a Malta en el Festival de Eurovisión) junto a Paul Giordimaina y la canción 'Time' quedando en 9.ª posición con 3046 votos.
2 años más tarde, volvió a participar en el 2008, con dos canciones, Casanova y Vodka. Ambas pasaron a la final, quedando «Casanova» en 5.º lugar (3607 votos del público + 40 votos del jurado) y «Vodka» se alzó con el primer puesto (16979 votos del público (el 33 %) + 49 votos del jurado).
Morena cantó en la segunda semifinal del Festival de la Canción de Eurovisión 2008 el 22 de mayo en Belgrado, pero no se logró clasificar para la final del 24 de mayo al quedar en 14 posición con 38 puntos.